# Mistrzostwa Europy w Lekkoatletyce 1974
XI Mistrzostwa Europy w lekkoatletyce odbyły się w dniach 1 – 8 września 1974 w Rzymie na Stadionie Olimpijskim.

## Klasyfikacja medalowa
| Klasyfikacja medalowa |                 |    |    |   |       |
| Miejsce               | Państwo         |    |    |   | Razem |
| 1                     | NRD             | 10 | 12 | 5 | 27    |
| 2                     | ZSRR            | 9  | 3  | 5 | 17    |
| 3                     | Wielka Brytania | 4  | 3  | 4 | 11    |
| 4                     | Polska          | 4  | 2  | 4 | 10    |
| 5                     | Finlandia       | 4  | 1  | 5 | 10    |
| 6                     | Francja         | 2  | 2  | 0 | 4     |
| 7                     | RFN             | 1  | 5  | 6 | 12    |
| 8                     | Włochy          | 1  | 2  | 2 | 5     |
| 9                     | Jugosławia      | 1  | 1  | 1 | 3     |
| 10                    | Dania           | 1  | 1  | 0 | 2     |
| 10=                   | Bułgaria        | 1  | 1  | 0 | 2     |
| 12                    | Węgry           | 1  | 0  | 0 | 1     |
| 13                    | Czechosłowacja  | 0  | 3  | 2 | 5     |
| 14                    | Rumunia         | 0  | 2  | 1 | 3     |
| 15                    | Szwecja         | 0  | 1  | 1 | 2     |
| 16                    | Norwegia        | 0  | 0  | 2 | 2     |
| 17                    | Belgia          | 0  | 0  | 1 | 1     |

## Mężczyźni

### konkurencje biegowe
| konkurencja                                    | złoto                                                                              | złoto       | srebro                                                                        | srebro   | brąz                                                                            | brąz     |
| ---------------------------------------------- | ---------------------------------------------------------------------------------- | ----------- | ----------------------------------------------------------------------------- | -------- | ------------------------------------------------------------------------------- | -------- |
| Bieg na 100 metrów (szczegóły)                 | Wałerij Borzow · ZSRR                                                              | 10,27       | Pietro Mennea · Włochy                                                        | 10,34    | Klaus-Dieter Bieler · RFN                                                       | 10,35    |
| Bieg na 200 metrów (szczegóły)                 | Pietro Mennea · Włochy                                                             | 20,60       | Manfred Ommer · RFN                                                           | 20,76    | Hans-Jürgen Bombach · NRD                                                       | 20,83    |
| Bieg na 400 metrów (szczegóły)                 | Karl Honz · RFN                                                                    | 45,04 CR    | David Jenkins · Wielka Brytania                                               | 45,67    | Bernd Herrmann · RFN                                                            | 45,78    |
| Bieg na 800 metrów (szczegóły)                 | Luciano Sušanj · Jugosławia                                                        | 1:44,07 CR  | Steve Ovett · Wielka Brytania                                                 | 1:45,77  | Markku Taskinen · Finlandia                                                     | 1:45,89  |
| Bieg na 1500 metrów (szczegóły)                | Klaus-Peter Justus · NRD                                                           | 3:40,55     | Tom Hansen · Dania                                                            | 3:40,75  | Thomas Wessinghage · RFN                                                        | 3:41,10  |
| Bieg na 5000 metrów (szczegóły)                | Brendan Foster · Wielka Brytania                                                   | 13:17,21 CR | Manfred Kuschmann · NRD                                                       | 13:23,93 | Lasse Virén · Finlandia                                                         | 13:24,57 |
| Bieg na 10 000 metrów (szczegóły)              | Manfred Kuschmann · NRD                                                            | 28:25,75    | Tony Simmons · Wielka Brytania                                                | 28:25,79 | Giuseppe Cindolo · Włochy                                                       | 28:27,05 |
| Maraton (szczegóły)                            | Ian Thompson · Wielka Brytania                                                     | 2:13:19     | Eckhard Lesse · NRD                                                           | 2:14:57  | Gaston Roelants · Belgia                                                        | 2:16:30  |
| Bieg na 110 metrów przez płotki (szczegóły)    | Guy Drut · Francja                                                                 | 13,40 CR    | Mirosław Wodzyński · Polska                                                   | 13,67    | Leszek Wodzyński · Polska                                                       | 13,71    |
| Bieg na 400 metrów przez płotki (szczegóły)    | Alan Pascoe · Wielka Brytania                                                      | 48,82 CR    | Jean-Claude Nallet · Francja                                                  | 48,94    | Jewgienij Gawrilenko · ZSRR                                                     | 49,32    |
| Bieg na 3000 metrów z przeszkodami (szczegóły) | Bronisław Malinowski · Polska                                                      | 8:15,04 CR  | Anders Gärderud · Szwecja                                                     | 8:15,41  | Michael Karst · RFN                                                             | 8:17,91  |
| Sztafeta 4 × 100 metrów (szczegóły)            | Francja · Lucien Sainte-Rose · Joseph Arame · Bruno Cherrier · Dominique Chauvelot | 38,69 CR    | Włochy · Vincenzo Guerini · Norberto Oliosi · Luigi Benedetti · Pietro Mennea | 38,88    | NRD · Manfred Kokot · Michael Droese · Hans-Jürgen Bombach · Siegfried Schenke  | 38,99    |
| Sztafeta 4 × 400 metrów (szczegóły)            | Wielka Brytania · Glen Cohen · Bill Hartley · Alan Pascoe · David Jenkins          | 3:03,33     | RFN · Hermann Köhler · Horst-Rüdiger Schlöske · Karl Honz · Rolf Ziegler      | 3:03,52  | Finlandia · Stig Lönnqvist · Ossi Karttunen · Markku Taskinen · Markku Kukkoaho | 3:03,57  |
| Chód na 20 kilometrów (szczegóły)              | Wołodymyr Hołubnyczy · ZSRR                                                        | 1:29:30     | Bernd Kannenberg · RFN                                                        | 1:29:38  | Roger Mills · Wielka Brytania                                                   | 1:32:34  |
| Chód na 50 kilometrów (szczegóły)              | Christoph Höhne · NRD                                                              | 3:59:06     | Otto Barcz · ZSRR                                                             | 4:02:39  | Peter Selzer · NRD                                                              | 4:04:28  |

### konkurencje techniczne
| konkurencja                | złoto                      | złoto   | srebro                         | srebro | brąz                             | brąz  |
| -------------------------- | -------------------------- | ------- | ------------------------------ | ------ | -------------------------------- | ----- |
| Skok wzwyż (szczegóły)     | Jesper Tørring · Dania     | 2,25 CR | Kęstutis Šapka · ZSRR          | 2,25   | Vladimír Malý · Czechosłowacja   | 2,19  |
| Skok o tyczce (szczegóły)  | Władimir Kiszkun · ZSRR    | 5,35 CR | Władysław Kozakiewicz · Polska | 5,35   | Jurij Isakow · ZSRR              | 5,30  |
| Skok w dal (szczegóły)     | Wałerij Podłużny · ZSRR    | 8,12    | Nenad Stekić · Jugosławia      | 8,05   | Jewgienij Szubin · ZSRR          | 7,98  |
| Trójskok (szczegóły)       | Wiktor Saniejew · ZSRR     | 17,23   | Carol Corbu · Rumunia          | 16,68  | Andrzej Sontag · Polska          | 16,61 |
| Pchnięcie kulą (szczegóły) | Hartmut Briesenick · NRD   | 20,50   | Ralf Reichenbach · RFN         | 20,38  | Geoffrey Capes · Wielka Brytania | 20,21 |
| Rzut dyskiem (szczegóły)   | Pentti Kahma · Finlandia   | 63,62   | Ludvík Daněk · Czechosłowacja  | 62,76  | Rickard Bruch · Szwecja          | 62,00 |
| Rzut młotem (szczegóły)    | Aleksiej Spiridonow · ZSRR | 74,20   | Jochen Sachse · NRD            | 74,00  | Reinhard Theimer · NRD           | 71,62 |
| Rzut oszczepem (szczegóły) | Hannu Siitonen · Finlandia | 89,58   | Wolfgang Hanisch · NRD         | 85,46  | Terje Thorslund · Norwegia       | 83,68 |
| Dziesięciobój (szczegóły)  | Ryszard Skowronek · Polska | 8207 CR | Yves Le Roy · Francja          | 8146   | Guido Kratschmer · RFN           | 8132  |

## Kobiety

### konkurencje biegowe
| konkurencja                                 | złoto                                                                     | złoto      | srebro                                                                          | srebro  | brąz                                                                          | brąz    |
| ------------------------------------------- | ------------------------------------------------------------------------- | ---------- | ------------------------------------------------------------------------------- | ------- | ----------------------------------------------------------------------------- | ------- |
| Bieg na 100 metrów (szczegóły)              | Irena Szewińska · Polska                                                  | 11,13 CR   | Renate Stecher · NRD                                                            | 11,23   | Andrea Lynch · Wielka Brytania                                                | 11,28   |
| Bieg na 200 metrów (szczegóły)              | Irena Szewińska · Polska                                                  | 22,51 CR   | Renate Stecher · NRD                                                            | 22,68   | Mona-Lisa Pursiainen · Finlandia                                              | 23,17   |
| Bieg na 400 metrów (szczegóły)              | Riitta Salin · Finlandia                                                  | 50,14 WR   | Ellen Streidt · NRD                                                             | 50,69   | Rita Wilden · RFN                                                             | 50,88   |
| Bieg na 800 metrów (szczegóły)              | Lilana Tomowa · Bułgaria                                                  | 1:58,14 CR | Gunhild Hoffmeister · NRD                                                       | 1:58,81 | Mariana Suman · Rumunia                                                       | 1:59,94 |
| Bieg na 1500 metrów (szczegóły)             | Gunhild Hoffmeister · NRD                                                 | 4:02,25 CR | Lilana Tomowa · Bułgaria                                                        | 4:04,97 | Grete Andersen · Norwegia                                                     | 4:05,21 |
| Bieg na 3000 metrów (szczegóły)             | Nina Holmén · Finlandia                                                   | 8:55,10    | Ludmiła Bragina · ZSRR                                                          | 8:56,09 | Joyce Smith · Wielka Brytania                                                 | 8:57,39 |
| Bieg na 100 metrów przez płotki (szczegóły) | Annelie Ehrhardt · NRD                                                    | 12,66 CR   | Annerose Fiedler · NRD                                                          | 12,89   | Teresa Nowak · Polska                                                         | 12,91   |
| Sztafeta 4 × 100 metrów (szczegóły)         | NRD · Doris Maletzki · Renate Stecher · Christina Heinich · Bärbel Eckert | 42,51 WR   | RFN · Elfgard Schittenhelm · Annegret Kroniger · Annegret Richter · Inge Helten | 42,75   | Polska · Ewa Długołęcka · Danuta Jędrejek · Barbara Bakulin · Irena Szewińska | 43,48   |
| Sztafeta 4 × 400 metrów (szczegóły)         | NRD · Brigitte Rohde · Waltraud Dietsch · Angelika Handt · Ellen Streidt  | 3:25,21 CR | Finlandia · Marika Eklund · Mona-Lisa Pursiainen · Pirjo Wilmi · Riitta Salin   | 3:25,7  | ZSRR · Inta Kļimoviča · Ingrīda Barkāne · Nadieżda Iljina · Natalja Sokołowa  | 3:26,1  |

### konkurencje techniczne
| konkurencja                | złoto                     | złoto    | srebro                            | srebro | brąz                                | brąz  |
| -------------------------- | ------------------------- | -------- | --------------------------------- | ------ | ----------------------------------- | ----- |
| Skok wzwyż (szczegóły)     | Rosemarie Witschas · NRD  | 1,95 CR  | Milada Karbanová · Czechosłowacja | 1,91   | Sara Simeoni · Włochy               | 1,89  |
| Skok w dal (szczegóły)     | Ilona Bruzsenyák · Węgry  | 6,65     | Eva Šuranová · Czechosłowacja     | 6,60   | Pirkko Helenius · Finlandia         | 6,59  |
| Pchnięcie kulą (szczegóły) | Nadieżda Cziżowa · ZSRR   | 20,78 CR | Marianne Adam · NRD               | 20,43  | Helena Fibingerová · Czechosłowacja | 20,33 |
| Rzut dyskiem (szczegóły)   | Faina Mielnik · ZSRR      | 69,00 CR | Argentina Menis · Rumunia         | 64,62  | Gabriele Hinzmann · NRD             | 62,50 |
| Rzut oszczepem (szczegóły) | Ruth Fuchs · NRD          | 67,22 WR | Jacqueline Todten · NRD           | 62,10  | Nataša Urbančič · Jugosławia        | 61,66 |
| Pięciobój (szczegóły)      | Nadieżda Tkaczenko · ZSRR | 4776     | Burglinde Pollak · NRD            | 4678   | Zoja Spasowchodska · ZSRR           | 4550  |

## Objaśnienia skrótów
WR – rekord świata
ER – rekord Europy
CR – rekord mistrzostw Europy